# Os trochleare calcanei
Os trochleare calcanei of os trochleae is de benaming voor een accessoir voetwortelbeentje dat soms als extra ossificatiepunt ontstaat gedurende de embryonale ontwikkeling. Bij de mensen bij wie het botje voorkomt, bevindt het botje zich aan de plantaire zijde van de voetwortel, aan de laterale zijde van het ligamentum calcaneonaviculare plantare.
Op röntgenfoto's wordt een os trochleare calcanei soms onterecht aangemerkt als afwijkend, losliggend botdeel of als fractuur.